# 光明食品集团
光明食品（集團）有限公司是一家以食品产业链为核心的现代都市产业集团，隶属于上海市国有资产监督管理委员会。集团核心业务主要由现代农业、食品制造业和连锁商贸业组成。集团的现代农业主要是奶牛、生猪、大米、蔬果和花卉。集团食品制造业主要是乳制品、糖、酒、休闲食品和罐头食品。集团拥有各类连锁销售网点4000多家，以及电子商务公司和品牌食品代理企业。集团的支撑业务是房地产业和出租汽车、物流业。骨干企业是农工商房地产集团和海博出租汽车公司。集团拥有光明乳业、金枫酒业、梅林股份和海博股份等上市公司。
光明食品被《福布斯》杂志评为2015年值得关注登上国际舞台的十大中国公司之一。

## 歷史

### 建设
光明食品集团前身为上海市农场管理局。1954年，松江专区出资在奉贤、南汇两县南部围垦，建成了奉贤农场（后改名五四农场）。1959年，上海市党政部门决定在崇明围垦了新海农场、东平农场，又在奉贤县南部围垦了海滨农场（后更名为星火农场）。到1960年，上海市各区各局在崇明县、宝山县长兴岛、奉贤县围滩建成了16个畜牧场。1963年，上海市农垦管理局成立，管理市属农场、牧场。1965年，农垦局接办黄山茶林场；1966年，农垦局在安徽歙县建立练江牧场。1970年，上海市农垦管理局更名上海市农场管理局。1973年，大丰农场正式建立。1980年，上海市决定设立上海市农垦农工商联合企业总公司，与农场管理局一个机构两块牌子。1994年，上海市农场管理局转制为上海市农工商（集团）总公司，农场管理局牌子对外保留以过渡。2004年，经上海市国资委批准，上海市农工商（集团）总公司改名为上海农工商（集团）有限公司。

### 重组
2006年8月8日，上海益民食品一厂、农工商超市集团、上海糖酒集团、锦江国际的相关资产组建成为光明食品集团。
2012年5月3日，光明食品以1.8億英鎊現金收購维他麦60%的股權,並置換其9億英鎊的債務,包括6.7億的商業貸款和2.3億的股東貸款。光明食品將繼續與波斯特在內地市場合作營銷維多麥品牌。
2012年7月6日，光明食品集團旗下上海糖酒集團完成對法國波爾多地區最大葡萄酒經銷商DIVA公司70%股權的收購。
2014年10月7日，集團旗下子公司益民食品一廠（集團）有限公司與方達納（Fontana）家族達成協議，收購義大利知名橄欖油生產公司Salov集團多數股權。
2015年5月7日，光明食品和上海良友正式合并，良友集团成为光明食品的旗下企业，仍然隶属于上海市国有资产管理委员会。重组后的光明集团将成为上海版的中粮集团。
2015年9月14日，光明食品旗下上海梅林正广和股份有限公司发布公告称，下属全资子公司上海梅林（香港）有限公司作为收购主体，对拟购买资产银蕨牧场（Silver Fern Farms；标的公司）进行增资，增资后与其原股东银蕨牧场将各持50%股份。
2015年9月30日，光明食品集团在巴塞罗那宣布收购西班牙米盖尔公司正式完成交割。这是今年以来中国食品行业在西班牙规模最大的一次海外收购，也是中国大型食品企业首次进入西班牙食品分销流通领域。
2017年5月18日，光明食品集团与上海水产集团宣布联合重组。由此，上海水产集团成为光明食品集团的子公司。
2022年6月30日，光明食品集团與中国太保等共同出资成立上海康养集团，該公司提养老服务和产品。

## 产品
- 乳制品
- 冷饮
- 罐头
- 糖果
- 蜂蜜
- 白酒：全兴大曲
- 黄酒
- 饮料
- 休闲食品
- 以及大米、猪肉、蔬菜、鲜花等[7]

## 旗下上市公司
- 光明乳業
  - 上海益民食品一厂
- 梅林正廣和
- 光明房地产集团有限公司[8]
- 上海金楓酒業
- 开创国际海洋资源有限公司[8]

## 股東
- 上海市国有资产监督管理委员会
- 上海城投（集团）有限公司
- 上海国盛（集团）有限公司

## 组织结构
光明食品（集团）有限公司（上海市农场管理局）内设机构如下：
- 党委工作部
  - 工会
  - 团委
- 组织部（人力资源部）
- 纪委（监察部）
- 行政事务部
  - 董（监）事会办公室
- 战略企划部
  - 农业综合开发办公室
- 计划财务部
- 投资发展部
- 合规风控部
- 安保信访部
  - 社区综合管理办公室
  - 安全保卫办公室
  - 信访办公室

此外，光明食品集团管理下列事业单位：
- 上海农场系统社区事务服务中心(上海市农场管理局劳动服务所)
- 上海市农场管理局农业技术中心
- 中共上海市农场管理局委员会党校
- 上海市农场管理局卫生医疗指导所

## 名人
- 徐麟
- 王宗南
- 董勤
- 江泽民[10]

## 外部連結
- 官方主頁（页面存档备份，存于）